# Druon Antigoon

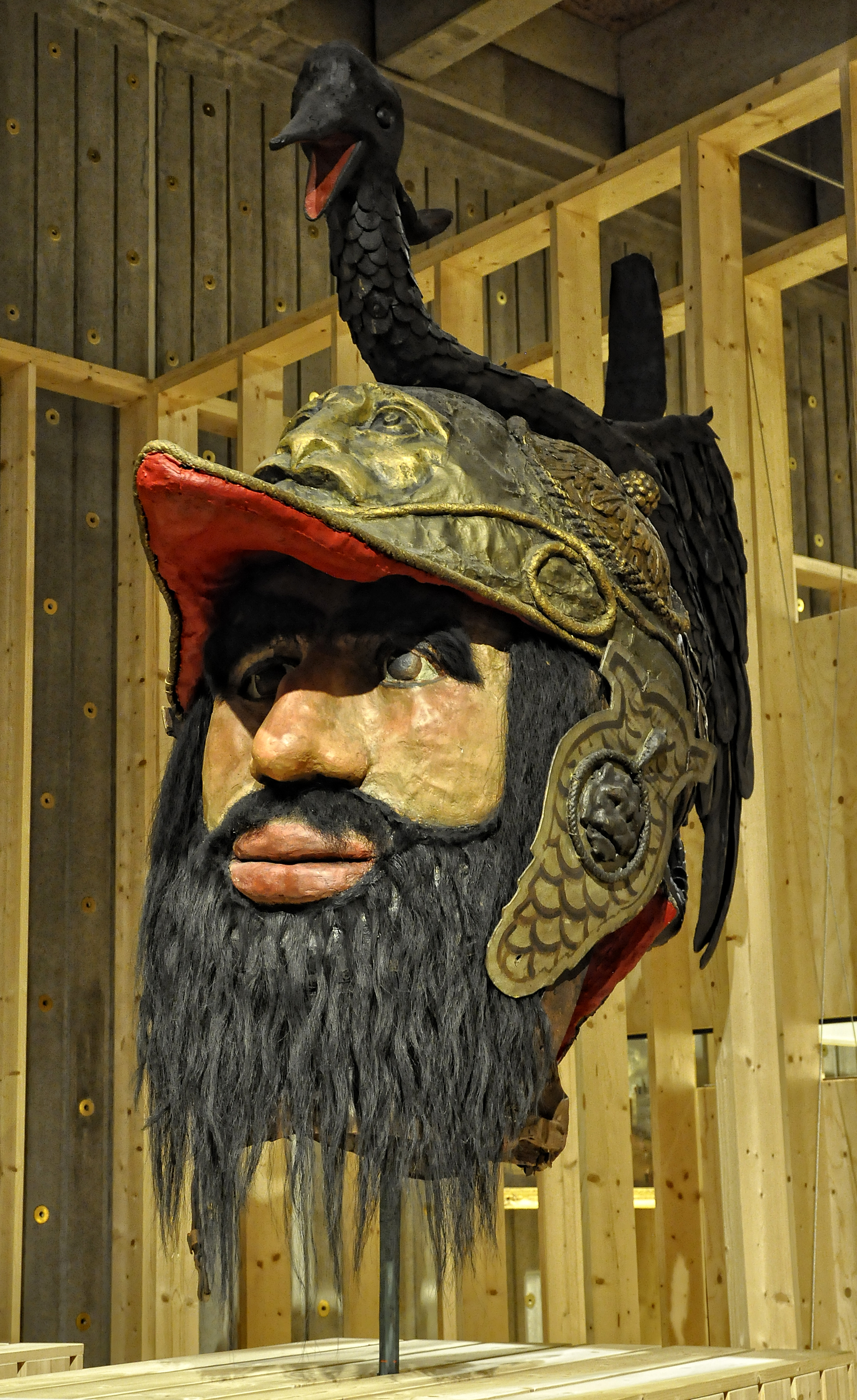
Capo del gigante della città Druon Antigoon ad Anversa (Museum aan de Stroom).

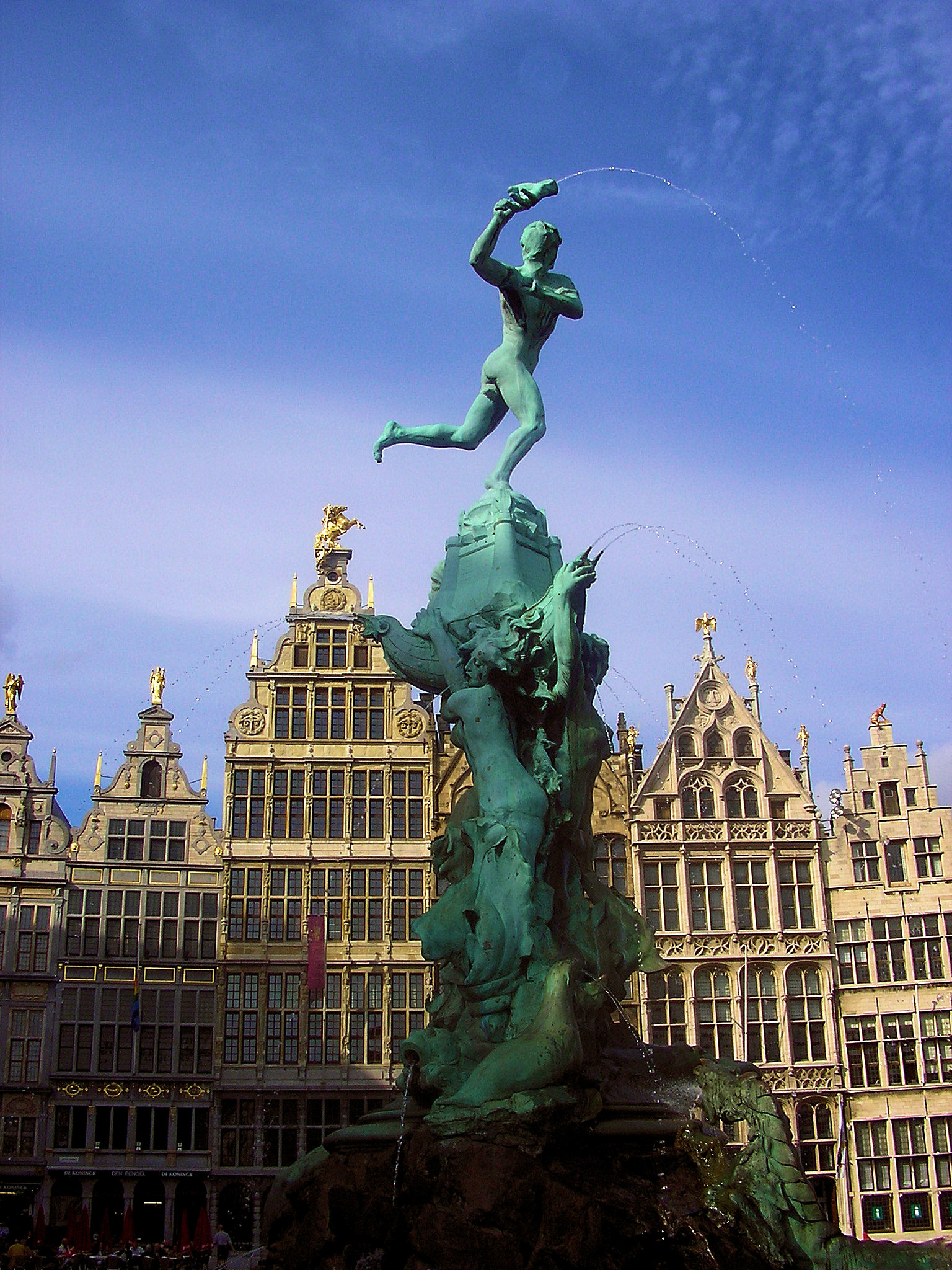
La Fontana di Brabone sul Grote Markt di Anversa.

Druon Antigoon è un personaggio folcloristico fiammingo.

## Leggenda
Antigoon era un gigante mitico che viveva ad Anversa. Un giorno il gigante incontrò un soldato romano, Silvio Brabone, che lo uccise e, per vendicare le vittime del gigante, gli tagliò la mano e la gettò nel fiume.
Antwerpen, il nome olandese di Anversa, significherebbe - secondo una leggenda legata all'origine del nome della città - "lanciare la mano" ("hand werpen"), ma questa etimologia popolare è contestata dagli specialisti, alcuni dei quali pensano che il nome di Antwerpen deriverebbe in modo più prosaico da aan het werpen che designa il molo di un porto.